# Monchaux-Soreng
Monchaux-Soreng ist eine französische Gemeinde mit 613 Einwohnern (Stand: 1. Januar 2022) im Département Seine-Maritime in der Region Normandie. Sie gehört zum Arrondissement Dieppe und zum Kanton  Eu. 

## Geographie
Monchaux-Soreng liegt etwa 50 Kilometer ostnordöstlich von Dieppe. Umgeben wird Monchaux-Soreng von den Nachbargemeinden Gamaches im Norden, Bouttencourt im Osten, Blangy-sur-Bresle im Südosten, Rieux im Süden, Dancourt im Süden und Südwesten sowie Danguerville und Bazinval im Westen.

## Bevölkerungsentwicklung
| Jahr                      | 1962 | 1968 | 1975 | 1982 | 1990 | 1999 | 2006 | 2013 |
| Einwohner                 | 475  | 438  | 481  | 576  | 644  | 668  | 653  | 648  |
| Quelle: Cassini und INSEE |      |      |      |      |      |      |      |      |

## Sehenswürdigkeiten

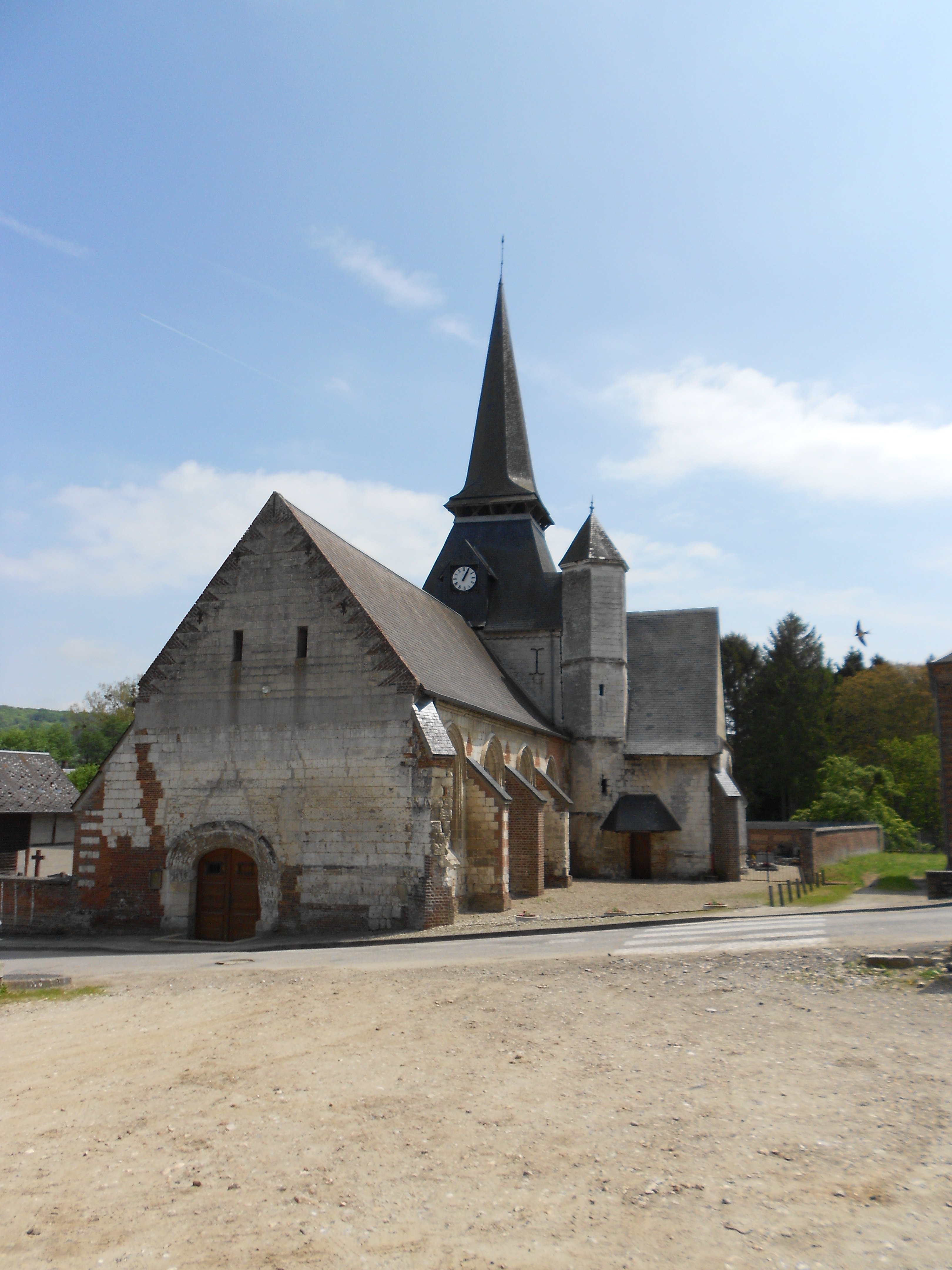
Kirche Saint-Martin

- Kirche Saint-Martin